# Cartel de la hemofilia
El Cartel de la hemofilia se refiere a un escándalo de corrupción en el departamento de Córdoba, Colombia, que ocurrió en las administraciones de Alejandro Lyons y Edwin Besaile, con el apoyo del senador de la república Musa Besayle. En la maniobra de corrupción los gobernantes desviaron fondos provenientes de regalías del departamento de Córdoba y los recursos públicos del Sistema General de Participaciones (SGP) -mediante sobrecostos o cobros por servicios inexistentes de o para tratamientos de la salud-, hacia instituciones prestadoras de salud (IPS), que luego de recibir el dinero, eran usados por los corruptos para pagar costos incurridos en campañas políticas o agrandar sus riquezas personales.
La Fiscalía General de la Nación determinó que el llamado "cartel de la hemofilia" fue una "alianza criminal" creada por Alejandro Lyons y los hermanos Musa y Edwin Besayle para apropiarse ilícitamente de los recursos destinados a la salud de los más pobres". Lyons y Musa hicieron un acuerdo en 2015 en el que se financiaría mediante la estrategia del -cartel de la hemofialia y desfalco a regalías- la elección de Edwin para la gobernación de Córdoba (2016-2019).
A finales de 2019, el desfalco estimado alcanzaba la suma de COP$ 50 mil millones de pesos, suma que el Ministerio de Salud de Colombia, aseguró que se le habría podido dar atención gratuita a unos 67 mil pacientes pobres del departamento de Córdoba.

## La alianza criminal
El entonces gobernador de Córdoba Alejandro Lyons entregó al candidato a la gobernación Edwin Besayle la suma de COP$ 2.100 millones de pesos en efectivo para su campaña. Besayle a cambio firmó dos letras de cambio en blanco por un monto de COP$2.200 millones y COP$1.900 millones de pesos.

## Tratamientos para hemofílicos inexistentes
Según hallazgos de la Fiscalía General, la red de funcionarios de las administraciones de Lyons y Besayle en contubernio con las IPS hicieron "falsos diagnósticos, resultados de laboratorio fraudulentos e incremento injustificado de pacientes hemofílicos en Córdoba".
Algunas de la IPS, la mayoría ligadas a Guillermo José Pérez, que se prestaron para el fraude fueron:
- IPS Unidos por su Bienestar: creada en 2012 con COP$ 900 millones de pesos de capital inicial. En 2013 generó ganancias por COP$ 40.000 millones de pesos por concepto de tratamientos a supuestos hemofílicos.[4] En 2016 el nombre de la IPS fue cambiado a IPS Comunidad Sana .[4] Cobró COP$ 17 mi millones de pesos a la Gobernación de Córdoba.
- San José de la Sabana S.A.S:.

### Gobierno de Lyons
Durante la gobernación de Alejandro Lyons, su administración pagó unos COP$50 mil millones de pesos a los centros médicos IPS por concepto del suministro de medicinas a pacientes con hemofilia inexistentes o que no se pudieron sustentar, adicionalmente, según el diario El Tiempo, el gobierno departamental desembolsó COP$ 5.264 millones de pesos por "tratamientos de equinoterapia y neurodesarrollo para niños que nunca los necesitaron".
A pesar de que la entrega del medicamento debía ser aprobada por el Comité Técnico Científico de la EPS en la que estaban afiliados los supuestos pacientes, o vía tutela, nunca se cumplió con ese requisito y las facturas llegaron directamente a la Gobernación de Córdoba, que les pagó las medicinas sin verificar si realmente se prestó el servicio.
Pacientes que reportaron las IPS:
- 2013: 47
- 2014: 81

### Gobierno de Besayle
A principios de 2016, el gobernador Besayle aprobó el pago de COP$ 1.525 millones de pesos a la IPS San José de la Sabana para pagar servicios médicos prestados a 14 pacientes que padecían hemofilia.
El 19 de abril de 2016 la Contraloría General de la República en cabeza de Edgardo Maya Villazón recibió de manera anónima una denuncia formal por parte de una empleada. La Contraloría empezó a investigar y notó que los hemofílicos reportados en su mayoría eran diagnosticados como adultos, pero la hemofilia es una enfermedad en la que la mayoría de los casos son detectados "antes de los 20 años de edad". Encontraron que la gobernación, tanto de Lyons como Besayle, desembolsaban directamente a las IPS los recursos basándose en las facturas que enviaban las IPS por los medicamentos -algunos ni siquiera cubiertos por POS-. La Contraloría encontró que muchas de las facturas no fueron aprobadas por el Comité Técnico Científico de las empresas prestadoras de salud o mediante Acción de tutela, requerimiento que funciona como un control para evitar estos hechos. 
El 4 y 26 de mayo de 2016, el gobernador realizó dos pagos millonarios. Uno a la "IPS Unidos por su Bienestar" por un monto de COP$ 3.156 millones de pesos y otro de COP$1.525 millones de pesos a la "IPS San José de la Sabana".

## Consecuencias
En 2017, a sabiendas de que tenía múltiples investigaciones por la corrupción en el departamento de Córdoba, Lyons se fue a la Florida, donde se volvió informante de la DEA. En la Florida, ayudó a las autoridades estadounidenses a destapar el "cartel de la toga", ya que miembros de esa red le estaban extorsionando, y le pedían dinero a cambio de alterar sus procesos por el cartel de la hemofilia. Lyons continúa su estancia en los Estados Unidos, y negocia su posible retorno a Colombia mediante abogados.
Debido a los múltiples casos de corrupción, la Procuraduría General de la Nación completó en enero de 2019 el proceso de notificación, destitución e inhablidad por 10 años del exgobernador Edwin Besayle para ejercer cargos públicos.

## Implicados
Autores intelectuales
- Musa Besayle: Senador de la república.
- Edwin Besayle: Gobernador de Córdoba (2016-2018).[7]
- Alejandro Lyons: Gobernador de Córdoba (2012-2015).[7]

Funcionarios
- Alexis José Gaines Acuña: Secretario de Salud de Córdoba.
- Alfredo Aruachán Narváez: Secretario de Salud de Córdoba.[7]
- Edwin Preciado Lorduy: Secretario de Salud de Córdoba.
- José Jaime Pareja Alemán: Secretario de Salud de Córdoba.
- Adalberto Carrascal:[7] coordinador del Centro de Atenciones Médicas de la Secretaría de Salud de Córdoba.[2]
- Luz Helena Muskus García: Madre del exgobernador Lyon Muskus. Como notaria, notarizó documentos que avalaban 8 supuestos hemofílicos.
- Juan David Nader: exauditor de la Secretaría de Salud de Córdoba.[7]

IPS
- Guillermo José Pérez Ardila: representante legal de la IPS "Unidos por su Bienestar".[7]
- Ruben Dario Gil Guerra: representante legal de la IPS "San José de la Sabana".[7]

Víctima
- Luis Alfredo Meza Montes: médico hematólogo cuya firma fue falsificada por los criminales del cartel de la hemofilia en documentos falsos.[3]